# Zigote
Lo zigote, dal greco antico ζυγωτός (zygōtós): unito o aggiogato, è una cellula che si ottiene con la fecondazione, ovvero dalla fusione di due cellule specializzate (i gameti, maschile e femminile), normalmente aploidi (n), in una cellula con un maggior grado di ploidia, normalmente diploide (2n).

## Significato biologico di zigote

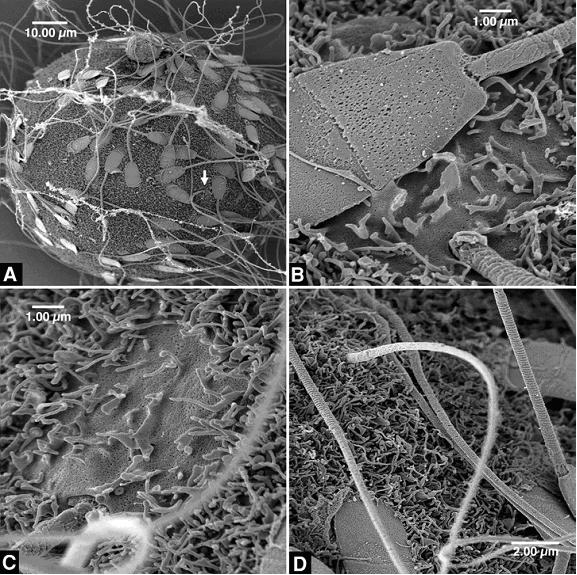
FASE CHE PRECEDE LA FORMAZIONE DELLO ZIGOTE. (Fecondazione di un ovulo bovino). A - La freccia indica il punto di ingresso dello spermatozoo. Tutti gli altri spermatozoi circondano l'ovulo. B e C - La testa dello spermatozoo ha forato parzialmente la parete dell'ovulo. D - Ingrandimento del flagello dello spermatozoo che è entrato

La cellula diploide che permetterà lo sviluppo di un nuovo individuo deriva dall'incontro di due cellule specializzate ottenute non con la solita divisione cellulare, la mitosi, bensì con una divisione di tipo riduzionale, la meiosi. Tale divisione si dice riduzionale perché riduce il numero complessivo dei cromosomi normalmente presenti nella specie, solitamente dimezzando tale numero. La meiosi, negli animali, normalmente avviene in organi o parti dell'individuo definiti gonadi, che possono assumere varie forme anatomiche e trovarsi in posizioni diverse del corpo. Le gonadi sono i testicoli nei maschi e le ovaie nelle femmine. In genere quindi lo zigote si ottiene dall'unione di gameti aploidi ed il processo avviene durante la riproduzione sessuale per anfigonia. Ibridi poliploidi possono formarsi ad esempio nelle piante, per fusione di gameti non aploidi. Questo meccanismo è ad esempio alla base di meccanismi di speciazione che portano all'isolamento genetico della specie in oggetto da quelle a minor ploidia. Nella maggior parte degli organismi anfigonici, come detto, esistono due tipi di gamete: quello maschile, più mobile, definito spermatozoo, e quello femminile, più grande e meno mobile, chiamato ovulo o cellula uovo. Lo zigote può quindi essere definito cellula uovo fecondata.
In diversi protisti tra cui alcuni funghi esistono gameti morfologicamente uguali (isogamia), benché differenziati in tipi con determinanti diversi (mating type).
La fusione di due gameti aploidi genera una cellula diploide contenente tutto il materiale genetico (ereditario) del nuovo individuo: metà proveniente da un gamete e metà dall'altro. Il vantaggio biologico di tale meccanismo riproduttivo sta nel fatto che il rimescolamento dei caratteri ereditari dei genitori produce variabilità nella discendenza e quindi una maggior adattabilità, in termini generali, non individuali, alle possibili variazioni ambientali, come studiato in genetica e sostenuto dalla teoria evoluzionista di Charles Darwin.

## La divisione dello zigote nella specie umana
Dopo la sua formazione, generalmente, lo zigote può iniziare quasi subito a suddividersi oppure entrare in un periodo di riposo. Nella specie umana, in particolare, lo zigote appena formato, che ha un diametro di circa 0,1 mm, lo stesso dell'ovulo non fecondato, percorre una delle tube di Falloppio femminili verso l'utero, dividendosi costantemente. Tutte le prime suddivisioni avvengono senza aumento di dimensioni. Dopo circa una settimana, la massa di cellule embrionali ora chiamata blastocisti, si impianta nel rivestimento dell'utero e inizia a dividersi ed a crescere progressivamente di dimensioni, ricevendo nutrimento dall'endometrio, la parete uterina. In modo più schematico si possono riconoscere le seguenti fasi di sviluppo:
1. La penetrazione dello spermatozoo nell'ovulo
2. La singamia (o anfimissi), cioè il processo di fusione dei nuclei dei gameti in un unico nucleo. La cellula diploide che si ottiene è lo zigote. Tale processo dura circa 24 ore.
3. La blastocistogenesi, vale a dire la segmentazione dello zigote fino a 64 cellule, che formano la blastocisti (ogni cellula della blastocisti è detta blastomero). I primi 2-3 giorni i blastomeri sono totipotenti, cioè dalla staminale si può generare un intero organismo. Questa totipotenza si perde con estrema velocità, nel passaggio da zigote a morula. Dal terzo a circa l'ottavo giorno le cellule sono pluripotenti, per poi diventare multipotenti nel momento in cui si forma il disco embrionale (formato dai 3 foglietti germinativi). Nell'organismo umano si parla di staminali unipotenti (staminali del sangue, cellule satelliti nel muscolo ecc.)
4. Lo sviluppo della blastocisti dal sesto al quattordicesimo giorno;
5. La comparsa della stria primitiva attorno al quattordicesimo giorno.
6. L'acquisizione della forma tipica della specie di appartenenza: il feto, dall'ottava settimana.